# فریتس فان بیندسبرخن
فریتس فان بیندسبرخن (هلندی: Frits van Bindsbergen؛ زادهٔ ۱۸ اوت ۱۹۶۰) دوچرخه‌سوار اهل هلند است.
وی در مسابقات کشوری و بین‌المللی در مجموع برندهٔ ۱ مدال طلا شده‌است.